# XX larga duración
XX larga duración es una edición de lujo de todos los álbumes de Nosequien y los Nosecuantos en la que incluye además de temas remasterizados en dos discos, incluye nuevos temas como «Un chico más», «Volar», «La tierra del Sol»; este álbum fue el último que sacó la banda por sus 20 años de dicha banda.

## Historia

### "La Tierra del Sol"
Después del gran éxito obtenido con Pisco sour, la banda continuó girando por todo el país. Alternaron esos conciertos con los viajes al exterior realizando presentaciones en ciudades como Los Ángeles, Nueva York, Nueva Jersey, Miami, etc.
A principios del año 2006, Pedro Silva, baterista de la banda, al nacimiento de su hija decidió retirarse temporalmente de la banda y lo reemplazó Laureano Rigol, quien ya giraba con la banda encargándose de la percusión. En 2007 la banda empezó a componer y seleccionar los temas para su siguiente producción, la cual estaban preparando pacientemente mientras continuaban girando por todo el país.
Además los viajes al exterior continuaron, llevando su música y divertido espectáculo a ciudades como Buenos Aires, Montreal, Madrid, Barcelona, Milán, etc.
En diciembre de 2011, con el motivo de los 20 años de la banda, se lanzó el que hasta ahora es su último álbum.El título incluyó dos discos y trae 41 temas remasterizados, además de canciones nuevas como "La tierra del Sol", "Un chico más" y "Volar".

## Lista de canciones

### CD 1
1. Volar
2. Lechuza gorda (Captura de Abimael)
3. Es mi vida
4. Ballena azul
5. Distrito de Ate Vitarte
6. El rap del chicle choncholí
7. Pisco sour
8. La cita
9. Ríndete Flanigan (Cowboys)
10. Ceremonia S.A.
11. Tanda comercial
12. Magdalena
13. El temblor
14. Títere
15. Sube nomás
16. Sinfonía de amor
17. Los patos y las patas
18. Rendidos
19. Aló Gisela
20. Turcos, sudacas, y otros pobres
21. Un chico más (OST "Lars y el misterio del portal")

### CD 2
1. Tierra del sol
2. La pacha
3. Sin calzoncito
4. Operativo calzón
5. Yo de ti
6. Father and son (Sr. Vasconsuelos)
7. Volver
8. Manda fruta (Desde Lejos)
9. Que lindos sus ojitos
10. Tanda comercial 2
11. Mamá, mamá, mamá no te robes mi Yamaha
12. Bajo la luna
13. Yo fui lorna
14. Las torres
15. Cinco balas
16. Pasamayo maldito
17. Ana icram
18. Rap del chicle choncholí [En vivo, Barcelona 2008]
19. Monstruo de Armendáriz [En vivo, Barcelona 2008]
20. Kagen Von Risen [En vivo, Barcelona 2008]